# Inno e Marcia Pontificale
Inno e Marcia en Pontificale (Italiaans voor Pauselijke mars en hymne) is het volkslied van Vaticaanstad. De tekst van het lied is van Antonio Allegra, de muziek is van Charles Gounod. Het lied wordt zowel in het Latijn, als in het Italiaans gezongen. Na afloop van plechtige vieringen op het Sint-Pietersplein worden eerst enkele regels van de pauselijke hymne en daarna enkele regels van het Italiaanse volkslied, Fratelli d'Italia ten gehore gebracht. Het lied werd in 1950 door Paus Pius XII uitgeroepen tot volkslied.

## Latijnse tekst I
(Raffaello Lavagna)
O felix Roma - O Roma nobilis.

Sedes es Petri, qui Romae effudit sanguinem,

Petri, cui claves datae sunt regni caelorum.

Pontifex, Tu successor es Petri;

Pontifex, Tu magister es tuos confirmas fratres;

Pontifex, Tu qui Servus servorum Dei,

hominumque piscator, pastor es gregis,

ligans caelum et terram.

Pontifex, Tu Christi es vicarius super terram,

rupes inter fluctus, Tu es pharus in tenebris;

Tu pacis es vindex, Tu es unitatis custos,

vigil libertatis defensor; in Te potestas.

Tu Pontifex, firma es petra, et super petram hanc
aedificata est Ecclesia Dei.

O felix Roma - O Roma nobilis.

## Latijnse tekst II
(Evaristo D'Anversa)
Roma, alma parens, Sanctorum Martyrumque, 

Nobile carmen, te decete, sonorumque, 

Gloria in excelsis, paternæ maiestati 

Pax et in terra fraternæ caritati 

Ad te clamamus, Angelicum pastorem: 

Quam vere refers, Tu mitem Redemptorem! 

Magister Sanctum, custodis dogma Christi, 

Quod unun vitæ, solamen datur isti. 

Non prævalebunt horrendæ portæ infernæ, 

Sed vis amoris veritatisque æternæ. 

Salve, Roma! 

In te æterna stat historia, 

Inclyta, fulgent gloria 

Monumenta tot et aræ. 

Roma Petri et Pauli, 

Cunctis mater tu redemptis, 

Lúmen cunctæ in facie gentis 

Mundique sola spes! 

Salve, Roma! 

Cuius lux occasum nescit, 

Splendet, incandescit, 

Et iniquo oppilat os. 

Pater Beatissime, 

Annos Petri attinge, excede 

Unum, quæsumus, concede: 

Tu nobis benedic. 

## Italiaanse tekst
INNO
Roma immortale di Martiri e di Santi, 

Roma immortale accogli i nostri canti:

Gloria nei cieli a Dio nostro Signore,

Pace ai Fedeli, di Cristo nell'amore.

A Te veniamo, Angelico Pastore,

In Te vediamo il mite Redentore,

Erede Santo di vera e santa Fede;

Conforto e vanto a chi combate e crede,

Non prevarranno la forza ed il terrore,

Ma regneranno la Verità, l'Amore.
MARCIA PONTIFICALE

Salve Salve Roma, patria eterna di memorie,

Cantano le tue glorie mille palme e mille altari.

Roma degli apostoli, Madre guida dei Rendenti,

Roma luce delle genti, il mondo spera in te!

Salve Salve Roma, la tua luce non tramonta,

Vince l'odio e l'onta lo splendor di tua beltà.

Roma degli Apostoli, Madre e guida dei Redenti,

Roma luce delle genti, il mondo spera in te!

## Nederlandse vertaling (van de Latijnse tekst)
O gelukkig Rome - O edel Rome
Gij zijt de zetel van Petrus, wiens bloed te Rome vergoot,
Van Petrus, die de sleutels overreikt werd ten hemelsen koninkrijk.
Gij, Paus, zijt de opvolger van Petrus;
Gij, Paus, zijt de meester en steun uwer broeders;
Gij, Paus, zijt de dienaar der dienaren Gods,
En visser der mensen, herder der kudde,
schakel tussen hemel en aarde.
Gij, Paus, zijt de plaatsvervanger van Christus op aarde,
rots in de branding, baken in het donker;
beschermer des vredes, bewaker der eenheid,
waakzame verdediger der vrijheid; uwer is de heerschappij.
Gij, Paus, zijt de vaste rots, en op deze rots
is de Kerk Gods gebouwd.
Gij, Paus, zijt de plaatsvervanger van Christus op aarde,
rots in de branding, baken in het donker;
beschermer des vredes, bewaker der eenheid,
waakzame verdediger der vrijheid; uwer is de heerschappij.
O gelukkig Rome - O edel Rome.

## Nederlandse vertaling (van de Italiaanse tekst)
Hymne
Onsterfelijk Rome der martelaren en der heiligen;

Onsterfelijk Rome, aanvaardt onze lofzangen!

Eert in de hemelen God, onze Heer!

Vrede aan de gelovigen van Christus die Hem liefhebben

Wij komen tot u, engelgelijke herder,

in u zien wij onze goedertieren Heiland!

Gij, heilige rentmeester des waren en heiligen geloofs,

Toevlucht en bescherming van hen die geloven en vechten!

Macht noch verschrikking zullen overmeesteren!

Doch waarheid en liefde zullen heersen.
Pauselijke Mars

Weest gegroet, O, Rome, eeuwig vaderland der gedachtenissen,

U lofzingen duizend palmen en duizend altaren.

Rome der apostelen, moeder en gids der verlosten,

licht der volkeren, op u hoopt de wereld!

Weest gegroet, O, Rome, uw licht zal nooit doven!

Rome der apostelen, moeder en gids der verlosten,

licht der volkeren, op u hoopt de wereld!